# ローラ (小惑星)
ローラ (463 Lola) は、小惑星帯に位置する小惑星である。かなり小規模な小惑星族に含めている研究者もいるが、どの小惑星族かについては意見が分かれている。
マックス・ヴォルフがハイデルベルクで発見し、ピエトロ・マスカーニ作のオペラ『カヴァレリア・ルスティカーナ』の登場人物にちなんで命名された。